# William Wilford
William James Wilford (Brompton (Hambleton), 28 mei 1803 - Temse, 4 april 1868) was een Belgisch ondernemer van Engelse afkomst. Hij begon zijn loopbaan als vlashandelaar en bouwde in Temse een zeildoekweverij en een rederij uit.

## Vlashandelaar
Wilford was de zoon van een Engelse linnenfabrikant uit Brompton (Hambleton), bij Northallerton in Yorkshire. Hij werd actief als reizend vlashandelaar, die in België en Nederland vlas aankocht om het aan weverijen in Dublin en Belfast te verkopen. Zijn reizen brachten hem naar Rotterdam, naar Kortrijk en ten slotte naar Temse, waar hij zijn pakhuis vestigde. Het Waasland was in de negentiende en twintigste eeuw immers een grote producent van vlas.

## Zeildoekwever
Tijdens zijn verblijf in Temse stelde Wilford vast dat de streek, ondanks de actieve scheepsbouw, al haar zeildoek moest importeren uit andere landen. Hij richtte dan ook rond 1835 de eerste handmatige zeildoekweverij van België op in Temse. Om dit doel te bereiken wierf hij enkele meester-handwevers aan uit de streek van Bellem.
Toen in 1851 de eerste mechanische zeildoekgetouwen voorgesteld werden op de Wereldtentoonstelling in Londen, kocht Wilford meteen enkele exemplaren aan. De mechanisering betekende de grote doorbraak voor Wilfords textielonderneming, Tissage Mécanique William Wilford, die tot 1976 zou blijven bestaan.

## Reder
Naast zijn activiteiten in de zeildoekweverij ontwikkelde Wilford vanaf 1857 ook een belangrijke rederij in Temse. De Naamloze vaartmaatschappij Schelde en Rupel, die hij samen met enkele vrienden oprichtte, verzorgde vanaf dat jaar veerdiensten tussen Temse en Antwerpen. Tot 1938 zouden de zogenaamde "Wilfordboten" de verbinding tussen Temse en Antwerpen verzorgen voor pendelaars en toeristen.

## Afstamming
William Wilford stierf op 4 april 1868 in Temse. Zijn nakomelingen zouden een prominente rol blijven spelen in Temse. Zijn industriële activiteiten werden verdergezet door zijn zoon John (1836-1894) en diens zoon Ernest (1869-1962). Arthur Wilford, een zoon van William, werd beroemd als pianist en componist; Paul Wilford, een kleinzoon, bouwde in 1897 de eerste Belgische auto's; en Albert Wilford, een andere kleinzoon, zou het tot burgemeester van Temse schoppen.